# Блатница Покупска
Блатница Покупска је насељено мјесто у саставу града Карловца, у Карловачкој жупанији, Република Хрватска.

## Историја
До територијалне реорганизације у Хрватској место се налазило у саставу бивше велике општине Карловац.

## Становништво
На попису становништва 2011. године, насеље је имало 31 становника.
| Демографија | Демографија | Демографија |
| Година      | Становника  | Становника  |
| ----------- | ----------- | ----------- |
| 1971.       | 114         |             |
| 1981.       | 86          |             |
| 1991.       | 83          |             |
| 2001.       | 59          |             |
| 2011.       |             | 31          |

## Попис 1991.
На попису становништва 1991. године, насељено мјесто Блатница Покупска је имало 83 становника, следећег националног састава:
| Попис 1991.‍ | Попис 1991.‍ | Попис 1991.‍ | Попис 1991.‍ | Попис 1991.‍ |
| ----------- | ----------- | ----------- | ----------- | ----------- |
|             |             |             |             |             |
| Хрвати      | Хрвати      |             | 81          | 97,59%      |
| Срби        | Срби        |             | 2           | 2,41%       |
| укупно: 83  |             |             |             |             |